# Microregione di Santa Cruz do Sul
Santa Cruz do Sul è una microregione del Rio Grande do Sul in Brasile, appartenente alla mesoregione di Centro Oriental Rio-Grandense.
È una suddivisione creata puramente per fini statistici, pertanto non è un'entità politica o amministrativa.

## Comuni
È suddivisa in 17 comuni:
- Arroio do Tigre
- Candelária
- Estrela Velha
- Gramado Xavier
- Herveiras
- Ibarama
- Lagoa Bonita do Sul
- Mato Leitão
- Passa Sete
- Santa Cruz do Sul
- Segredo
- Sinimbu
- Sobradinho
- Vale do Sol
- Venâncio Aires
- Vera Cruz